# Steward Ceus
Steward Ceus (Haverstraw, 26 de março de 1987) é um futebolista Haitiano que atua como goleiro. Atualmente defende o Minnesota United FC.